# Batalla de Mullihambato
La batalla de Mullihambato, también llamada de Ambato Chimborazo o Nagsichi, fue un enfrentamiento militar librado durante la guerra civil incaica.

## Antecedentes
Tras la derrota en Chillopampa, Atahualpa reorganizó sus fuerzas y recibió refuerzos desde Quito. Sus soldados se retiraron de forma escalonada para impedir que el enemigo los destruyera mientras les perseguía, hasta que tomaron posiciones al norte del río Ambato.

## Combate
Los atahualpistas se organizaron entre el río y un monte llamado Mullihambato, que estaba en su retaguardia, al norte. Los cuzqueños estaban en una ancha llanura al sur del río, con las colinas Carihuayrazo y Tungurahua al oeste y este respectivamente. La aldea de Ambato estaba a orillas del río entre ambas fuerzas. Los huascaristas estaban confiados de su victoria y avanzaron hacia Ambato. Secretamente, por la noche, Chalcuchímac movilizaba 5000 soldados por la cordillera occidental y al amanecer ataca por la retaguardia a los cuzqueños. Inmediatamente el grueso del ejército atahualpista vadea el río y atrapa a los huascaristas, que huyen al sur presas del pánico. Atoc, el general Hango y el curaca Ullco Colla fueron capturados, torturados y ejecutados.
Atahualpa empezó a reunir más tropas en Quito para seguir la campaña. Busca venganza de los cañaris atacando Tomebamba, pero Huáscar reacciona enviando un nuevo ejército al mando del príncipe Huanca Aunqui (o Auqui). La estratégica ciudad huascarista dominaba el nudo de Tiocajas, controlando los caminos hacia el norte y el sur del imperio. Los huascaristas sufrían una primera derrota en Rumichaca.
Atahualpa cruza el río Machángara y se presentó ante sus murallas con 50 batallones o guarangas de un millar de soldados cada uno. El primer choque fue favorable a Aunqui, que fuerza al rebelde a retirarse al monte Mullituro. Durante la noche el cuzqueño intenta flanquear la posición enemiga pero Atahualpa y sus generales deciden atacar al amanecer por sorpresa, a continuación una visión del cronista Miguel Cabello Balboa dice lo siguiente: 

La batalla se comenzó por la mañana, y cuando el sol se iba declinando comenzó también a declinar la parte del Cuzco, de que Atoc (el Lobo) era capitan general, cobraron aliento y en breve pusieron por tierra lo mejor y más fuerte del ejercito contrario y con muerte y prisión de muchos, quedaron vencidos y desvaratados los cuzcos, y el general Atoc, y el cacique de los cañarís Ullco-Colla y otros muchos capitanes fueron presos y traídos ante Atahualpa.

Los huascaristas huyen hacia Tomebamba. Los cuzqueños intentaron organizar una resistencia en la entrada de la urbe pero fueron vencidos, Aunqui tuvo que cruzar el río Matadero y llegar a Cusibamba para reagrupar a los sobrevivientes.

## Consecuencias
Los atahualpistas saquearon la ciudad, matando hasta 60 000 personas según las crónicas y castigando duramente a los nobles cuzqueños que encontraba. Tras esto se dirigieron a Tumbes para atacar la isla Puná, leal a Huáscar, con 15 000 hombres en 700 balsas pero serían vencidos y Atahualpa herido en una pierna, perdiendo 4000 efectivos. No eran novedades las batallas navales en esas latitudes. Huanca Aunqui aprovechó para atacar Tomebamba, saquearla y masacrar a la guarnición para volver rápido a Cusibamba. El curaca de la isla, Tomalá, decidió atacar Tumbes e hizo 600 prisioneros (que seguían en su poder para cuando llegó Francisco Pizarro). Atahualpa conquista las selvas de Quijos, Maspa, Tosta, Cosanga y Yumbos, y se dirige a Cajamarca.